# Europæiske Regionale Udviklingsfond
Den Europæiske Regionale Udviklingsfond, fork. ERUF og undertiden også blot kaldet Regionalfonden (engelsk: European Regional Development Fund, ERDF) er den af EU's strukturfonde, der har ansvaret for regionale projekter.
Fonden blev etableret i 1973 på initiativ fra Italien som ønskede særlig støtte til udvikling af Mezzogierno-regionen i Syditalien. Formålet er at støtte mindre udviklede regioner i det europæiske fællesskab. Konkret drejer det sig bl.a. om infrastruktur, uddannelse erhvervsudvikling. I begyndelsen var fonden en 'rabat' på Storbritanniens betaling til EU, idet landet fik en stor del af ERUF's midler. Fondens midler er siden slutningen af 1980'erne øget, hvilket bl.a. skyldes at EU har fået flere medlemslande i Sydeuropa.
I Danmark fungerer Erhvervs- og Byggestyrelsen som forvaltningsmyndighed for strukturfondene og har således til opgave at påse, at de danske projekter der støttes lever op til EU's regler. Danmark modtager i perioden 2007-2013 cirka 1,8 mia. kr. fra Regionalfonden. Blandt de projekter, som fonden har støttet i Danmark er Nordsøen Forskerpark.